# Vanessa Quai
Vanessa Quai, née le 13 juillet 1988 à Port-Vila au Vanuatu,, est une chanteuse vanuataise.
Issue d'une famille dans laquelle musique et religion sont très présentes, Vanessa Quai fait sa première apparition en public en 1995 lorsqu'elle se produit avec son père lors d'une soirée musicale à l'église Sarabetu.
En 1998, elle participe à l'enregistrement d'un album dont les revenus sont destinés à venir en aide aux victimes du séisme survenu cette année-là en Papouasie-Nouvelle-Guinée.
Elle participe ensuite avec succès à plusieurs concours musicaux et enregistre en 2000 son premier album solo. Son deuxième album, The untouched paradise, dépasse les prévisions avec 3 000 albums écoulés lors de la première semaine. Le succès de cet album conduit Vanessa Quai à entamer une carrière professionnelle dans la musique.
Elle est devenue une artiste majeure du Vanuatu et des pays voisins, capable de rassembler plusieurs milliers de personnes lors de ses concerts.